# 碲化亚铜
碲化亚铜是一种无机化合物，化学式为Cu2Te。它通常存在于贵金属冶炼的铜阳极泥中。

## 制备
碲化亚铜可由相应的单质按化学计量比反应得到：
2 Cu + Te → Cu2Te

## 化学性质
碲化亚铜可以和硫酸在空气中反应，产生二氧化碲：
Cu2Te + 2 H2SO4 + 2 O2 → 2 CuSO4 + TeO2 + 2 H2O